# Cora G. Burwell
Cora G. Burwell   (25 de juny de 1883 - 20 de juny de 1982) va ser una investigadora astrònoma estatunidenca especialitzada en espectroscòpia estel·lar. Ve treballar a l'Observatori Mount Wilson de 1907 a 1949.

## Joventut
Cora Gertrude Burwell va néixer a Massachusetts i es va criar a Stafford Springs, Connecticut. Es va graduar al Mount Holyoke College el 1906 i va estar activa en activitats d'antigues alumnes de Holyoke a l'àrea de Los Angeles.

## Carrera professional
El juliol de 1907, Burwell va ser nomenada per a una posició de calculadora humana a l'Observatori Mount Wilson. El 1910, va assistir a la quarta conferència de la Unió Internacional per a la Cooperació en Recerca Solar, quan es va celebrar a Mont Wilson.
Burwell es va especialitzar en espectroscòpia estel·lar. Va ser autora en solitari d'algunes publicacions científiques i en va ser coautora d'altres (algunes de les quals va ser autora principal), amb col·laboradors notables com Dorrit Hoffleit, Henriett Swope, Walter S. Adams i Paul W. Merrill.
Amb Merrill va compilar diversos catàlegs d'estrelles Be, el 1933, 1943, 1949 i 1950. També va ajudar a mantenir la biblioteca de l'Observatori de Mount Wilson.
Es va retirar de l'observatori el 1949, però va continuar parlant d'astronomia a grups comunitaris. També va publicar un llibre de poesia, Neatly Packed.

## Vida personal
Cora Burwell va viure a Pasadena, Califòrnia i més tard a Monrovia, Califòrnia amb la seva germana, Priscilla Burwell.
Va morir el 1982, dos dies abans del seu 99è aniversari, a Los Angeles.